# Censimento del Regno Unito
Il Censimento del Regno Unito ha avuto luogo nelle sue diverse giurisdizioni ogni dieci anni dal 1801, con l'eccezione del 1941 (a causa della Seconda Guerra Mondiale) e in Irlanda del Nord e nello Stato Libero d'Irlanda nel 1921.
Simultanei censimenti venivano effettuati nelle Isole del Canale e all'Isola di Man, i cui risultati venivano archiviati insieme a quelli dell'Inghilterra. Oltre a fornire informazioni dettagliate sulla demografia nazionale, i risultati del censimento giocano una parte importante nel calcolo dell'allocazione delle risorse a fornitori di servizi regionali e locali da parte del governo, sia per il Regno Unito che per l'Unione europea.
L'ultimo censimento è stato organizzato nel 2011, per opera dell'Office for National Statistics (ONS) in Inghilterra e Galles, del General Register Office for Scotland (GROS) e della Northern Ireland Statistics and Research Agency (NISRA).